# دوقطبی جنب‌حاره‌ای اقیانوس هند

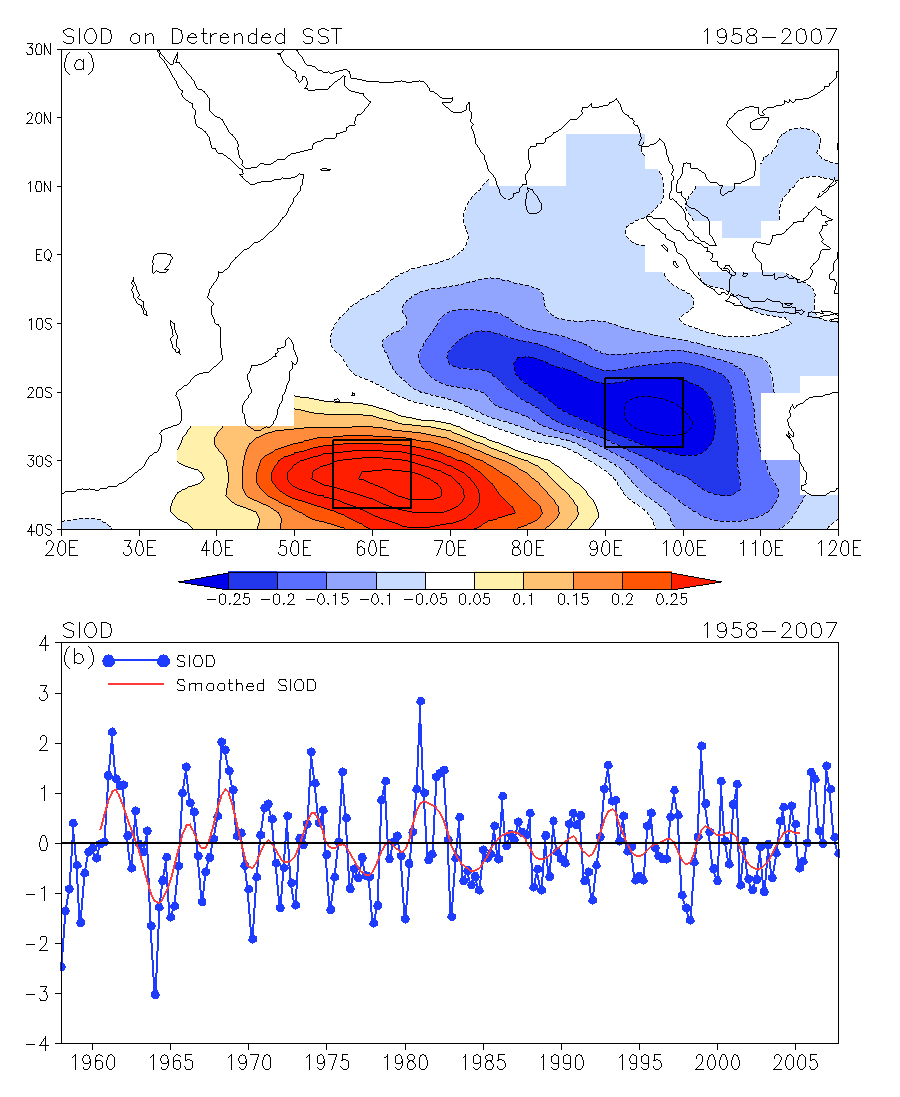
شکل (a) شاخص دوقطبی جنب‌حارّه‌ای اقیانوس هند پسرفته در دمای سطح دریا (SST) کاهش یافته (۱۹۵۸–۲۰۰۷). کادر غربی و شرقی مورد استفاده برای محاسبه شاخص SIOD نشان داده شده است. دمای آب در جنوب غربی اقیانوس هند جنوبی به کلش قابل توجهی بالاتر از دمای آب در بخش شرقی اقیانوس هند جنوبی (سواحل استرالیا) است. در این تصویر نواحی آبی سردتر از حالت عادی هستند، در حالی که نواحی قرمز گرم‌تر از حالت عادی هستند. شکل (b) شاخص SIOD نرمال شده طی سالهای ۱۹۵۸–۲۰۰۷ را نشان می‌دهد. مقادیر با انحراف استاندارد ۰٫۶۵ نرمال شده‌اند. خط آبی نشان دهنده سری زمانی اصلی است و منحنی قرمز بعد از اعمال ۱-۲-۱ صاف کردن ده برابری است.

دوقطبی جنب‌حارّه‌ای اقیانوس هند (انگلیسی: Subtropical Indian Ocean Dipole) که به اختصار SIOD نیز نامیده می‌شود، با نوسان دمای سطح دریا (SST) در بخش‌های جنوب غربی اقیانوس هند مانند جنوب ماداگاسکار شناخته می‌شود که این بخش‌ها طی این پدیده گرم‌تر و سپس سردتر از بخش شرقی یعنی سواحل استرالیا است. این رویداد نخستین بار در مطالعات مربوط به رابطه بین ناهنجاری دمای سطح دریا و ناهنجاری بارندگی جنوب مرکزی آفریقا شناسایی شد. وجود چنین دوقطبی هم از طریق مطالعات مشاهده‌ای و هم با استفاده از شبیه‌سازی مدل‌ها شناسایی شد.

## ویژگی‌ها
فاز مثبت دوقطبی جنب‌حارّه‌ای اقیانوس هند با دمای گرم‌تر از حد معمول سطح دریا در بخش جنوب غربی (جنوب ماداگاسکار) و دمای سطح دریا سردتر از حد معمول در استرالیا مشخص می‌شود که باعث بارش بیش از حد نرمال در بسیاری از مناطق جنوب و مرکز آفریقا می‌شود. بادهای شدیدتر در امتداد لبه شرقیپرفشار جنب‌حاره‌ای حاکم است، که در جریان رویدادهای مثبت تشدید شده و اندکی به سمت جنوب تغییر جهت می‌دهد که منجر به افزایش تبخیر در شرق اقیانوس هند و بنابراین منجر به خنک شدن دمای سطح دریا در استرالیا می‌شود. از سوی دیگر، کاهش تبخیر در بخش جنوب غربی باعث کاهش اتلاف گرمای نهان فصلی شده و بنابراین منجر به افزایش دما در بخش جنوب غربی، جنوب ماداگاسکار می‌شود.
فاز منفی دوقطبی جنب‌حارّه‌ای اقیانوس هند با شرایط مخالف یعنی با دمای سطح دریای گرم‌تر در بخش شرقی و دماهای سردتر سطح دریا در قسمت جنوب غربی مشخص می‌شود. شرایط فیزیکی که به نفع رویدادهای منفی است نیز دقیقاً برعکس فاز مثبت است. همچنین انتقال اکمن نیز همراه با فرایند اختلاط سطحی نیز در تشکیل دوقطبی دمای سطح دریا نقش دارد.